# Stanisław Skrzypczak
Stanisław Skrzypczak (ur. 15 kwietnia 1900 w Karczewie, zm. 20 grudnia 1966 w Luboniu) – polski działacz śpiewaczy.

## Życiorys
W 1914 ukończył szkołę powszechną w Stęszewie i wkrótce wyjechał w poszukiwaniu pracy do Westfalii, gdzie organizował polskie koła śpiewacze. Po powrocie do Polski uczestniczył w walkach powstania wielkopolskiego na linii Wolsztyn-Kargowa. Od 1919 do 1921 był żołnierzem 1. Pułku Artylerii Ciężkiej. Po zwolnieniu do cywila pracował jako magazynier w fabryce „Płótno” w Stęszewie, a od 2 listopada 1924, jako robotnik w Okręgowej Składnicy Materiałów Teletechnicznych (od maja 1945 był tam kierownikiem magazynu). W latach 1925–1932 śpiewał w kole „Halka” w Stęszewie. W 1932 przeprowadził się do Lubonia, gdzie założył koło śpiewu „Bard” w 1935 (do 1938 był prezesem tej organizacji). Od 1933 do 1937 był sołtysem Lubonia, który wówczas nie był jeszcze miastem. W latach 1936–1939 był prezesem lubońskiej Ochotniczej Straży Pożarnej. Był też współzałożycielem Towarzystwa Czytelni Ludowych w Luboniu. Podczas okupacji niemieckiej przechowywał w ukryciu część instrumentów chóru i jego bibliotekę. Po zakończeniu II wojny światowej reaktywował koło „Bard”. W 1945 wybrano go na skarbnika, a potem prezesa Okręgu II Wielkopolskiego Związku Śpiewaczego. Funkcję tę pełnił w latach 1946–1960. Do 1948 był czynnym śpiewakiem. Od 1962 przebywał na emeryturze.

## Rodzina
Miał trójkę dzieci, uczestników ruchu śpiewaczego: Kazimierę, Teodora i Telesfora.

## Odznaczenia
Odznaczono go m.in.:
- brązową odznaką honorową Związku Polskich Zespołów Śpiewaczych i Instrumentalnych (1950),
- Medalem X-lecia Polski Ludowej (1955),
- srebrną honorową odznaką śpiewaczą (1956),
- złotą honorową odznaką śpiewaczą (1957),
- Srebrnym Krzyżem Zasługi (1958),
- Wielkopolskim Krzyżem Powstańczym[1].